# Oxylamia
Oxylamia is een kevergeslacht uit de familie van de boktorren (Cerambycidae). De wetenschappelijke naam van het geslacht werd voor het eerst geldig gepubliceerd in 1944 door Breuning.

## Soorten
Oxylamia omvat de volgende soorten:
- Oxylamia tepahius Dillon & Dillon, 1959
- Oxylamia trianguligera (Aurivillius, 1927)
- Oxylamia bimarmorata Breuning, 1956
- Oxylamia binigrovitticollis Breuning, 1969
- Oxylamia biplagiata (Breuning, 1935)
- Oxylamia bitriangularis Breuning, 1950
- Oxylamia chopardi (Villiers, 1942)
- Oxylamia derolia (Jordan, 1903)
- Oxylamia distincta Breuning, 1960
- Oxylamia feai Breuning, 1944
- Oxylamia flavoguttata (Breuning, 1935)
- Oxylamia fulvaster (Jordan, 1894)
- Oxylamia guillemati Lepesme, 1948
- Oxylamia methneri Breuning, 1960
- Oxylamia mimotrianguligera Breuning, 1977
- Oxylamia nimbae Lepesme & Breuning, 1952
- Oxylamia ochreostictica (Breuning, 1940)
- Oxylamia punctifrons Lepesme & Breuning, 1951
- Oxylamia ruficornis Lepesme & Breuning, 1953
- Oxylamia subderolia Breuning, 1959
- Oxylamia vagemarmorata Breuning, 1974